# 圣母圣殿 (利亨)
利亨圣母圣殿（[ˈlixɛɲ]）是位于波兰的大波兰地区的一个村庄老利亨的一座教堂，靠近科寧。該建築物是波兰目前最大的教堂，欧洲第七大教堂，也是世界上最大的教堂建築之一。其建築兴建于1994－2004年，建筑师為芭芭拉·比利茨卡。
这座圣殿是为尊敬童貞聖母瑪利亞而建，因此接待了大量朝圣者。教堂内藏有200年历史的画像《七苦圣母，波兰女王》。中殿長120公尺，寬77公尺，中央穹頂高98公尺（321 英尺），塔樓高141.5公尺（464 英尺）。

## 歷史
利亨圣母圣殿成立的歷史可以追溯到1813年，當時在萊比錫附近與拿破崙手下作戰的波蘭士兵托馬斯·克沃索夫斯基（Tomasz Kłossowski）受了重傷。他向聖母瑪利亞求助，求她不要讓他死在異鄉。相傳，瑪利亞出現在他面前時頭戴金冠、身著暗紅色長袍、披著金色斗篷、右手握著一隻白鷹。她安慰士兵並保證他會康復並返回波蘭。 在回歸波蘭後，克沃索夫斯基奉命為她製作一尊雕像，並將其放置在公共場所，以傳遞著「我的人民將在這尊雕像前祈禱，並在最艱難的考驗時期從我手中獲得許多恩典」的意志。 
2002年至2007年間，波蘭管風琴製造商Zych在安傑伊·霍羅辛斯基（Andrzej Chorosiński）教授的項目基礎上建造了一個157音栓的管風琴（6個手冊和踏板）。它是波蘭最大的管風琴。
教皇約翰保羅二世曾於1999年祝福大教堂。2007年，福利閣的部分波蘭博物館被聖母無原罪聖母會轉移到聖地。

## 圖片

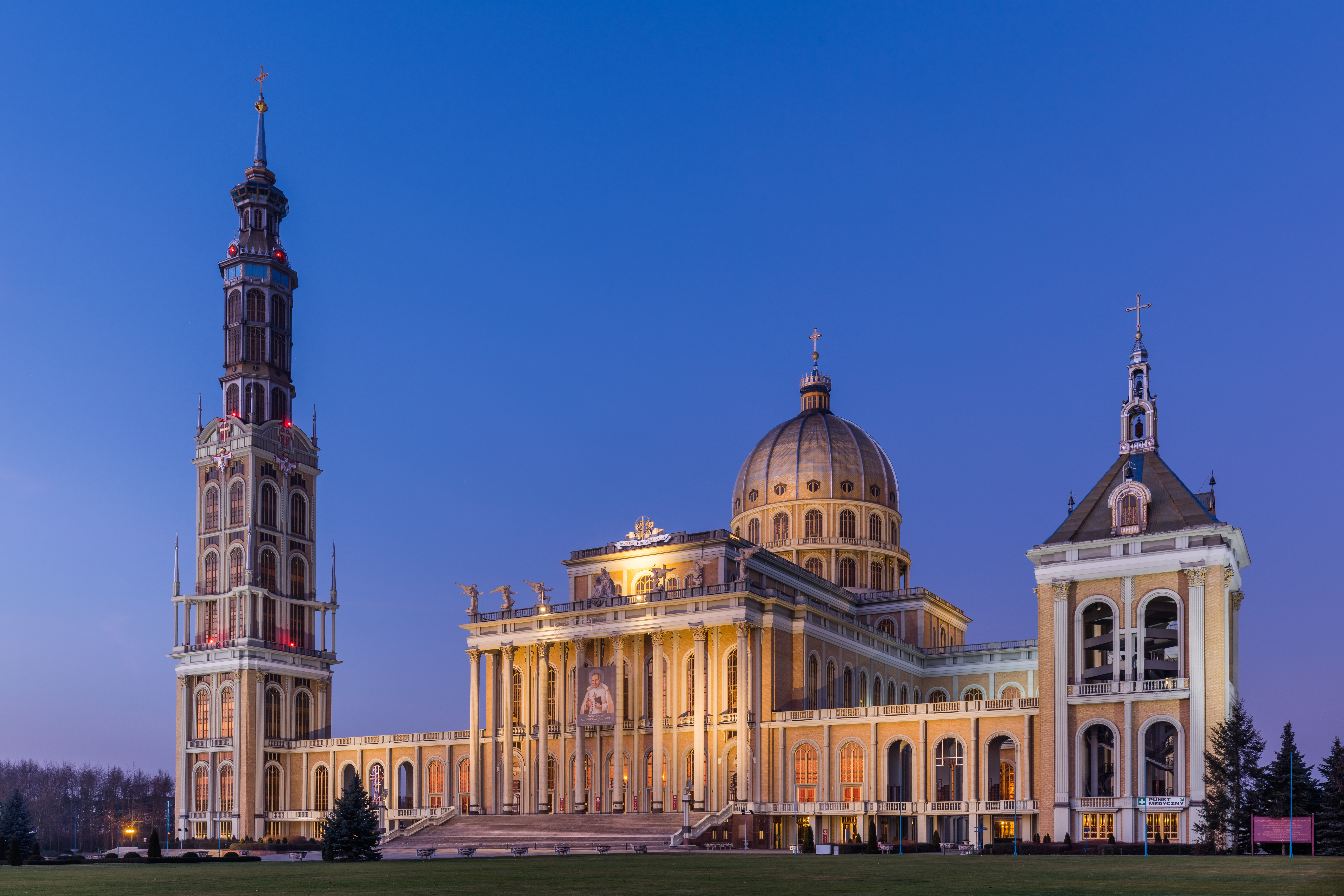
側面
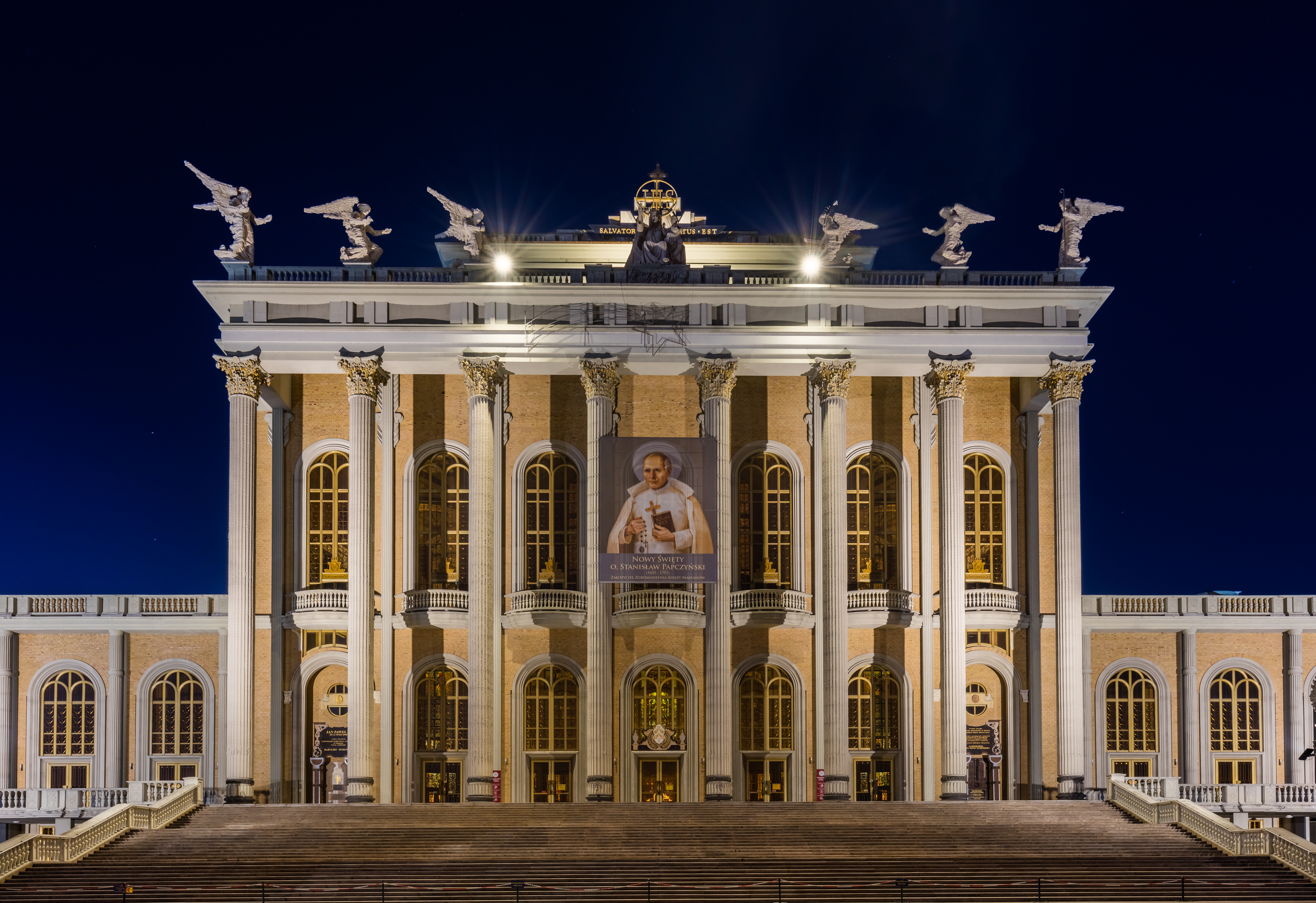
主樓南立面
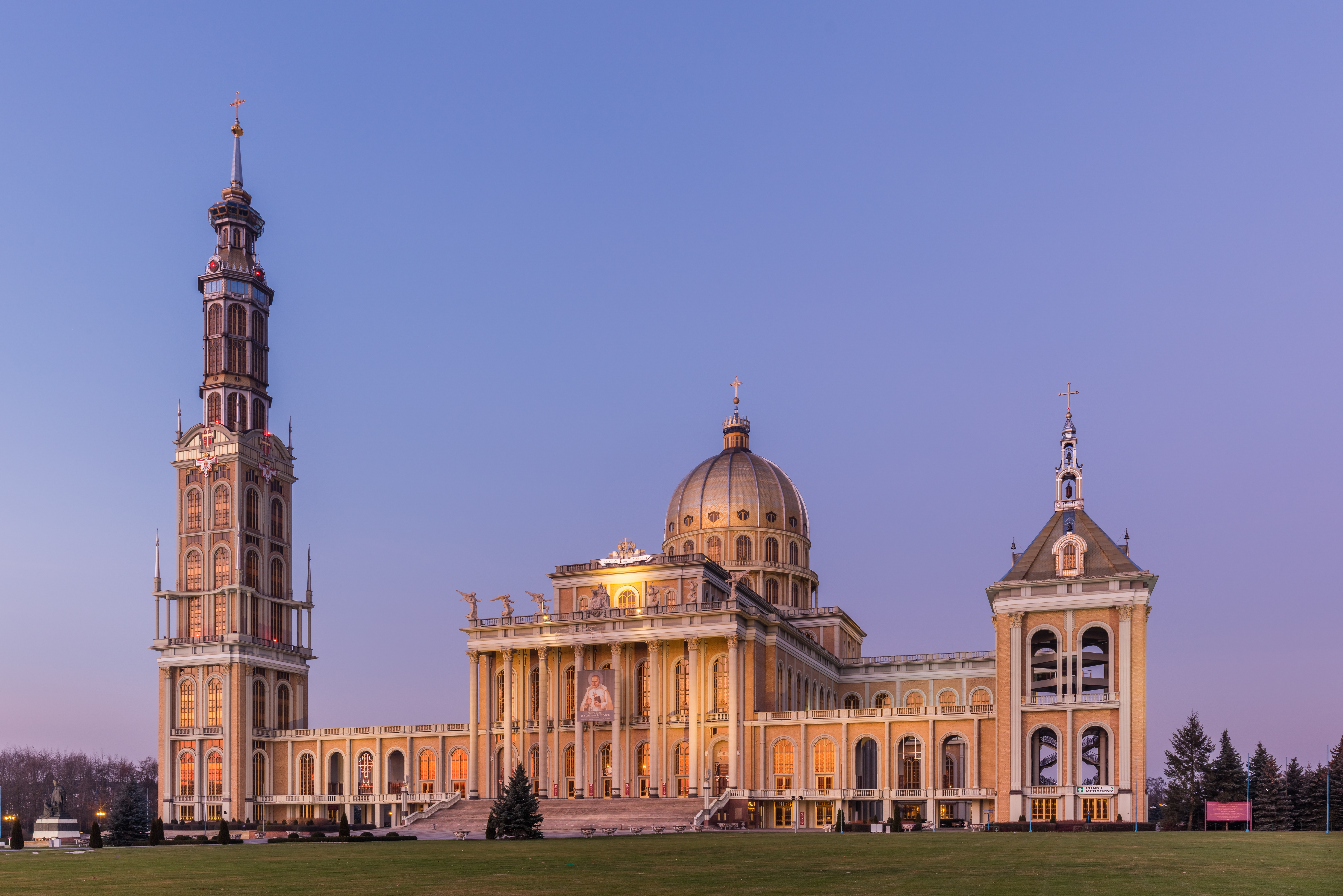
正面圖
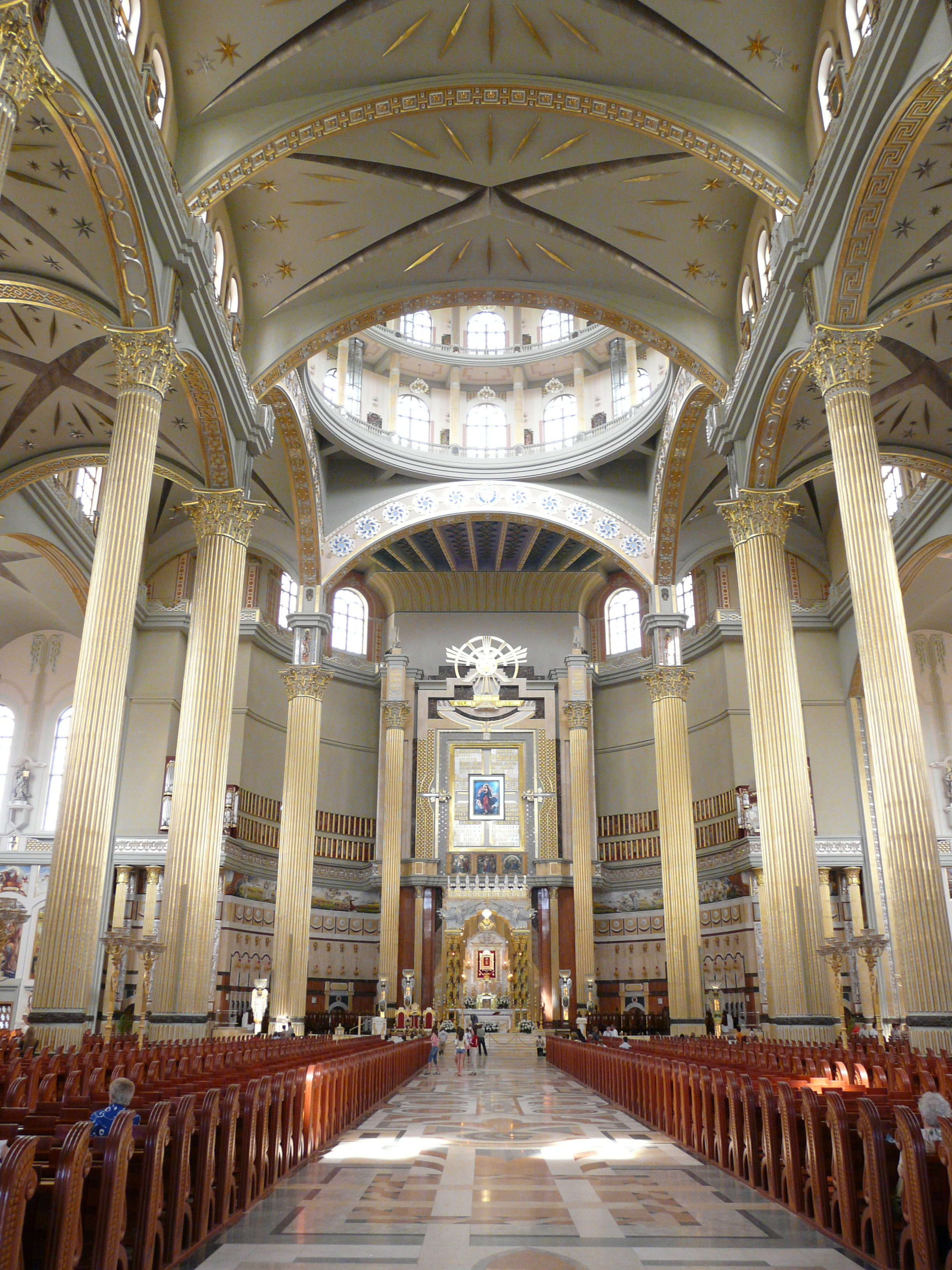
主祭壇視圖
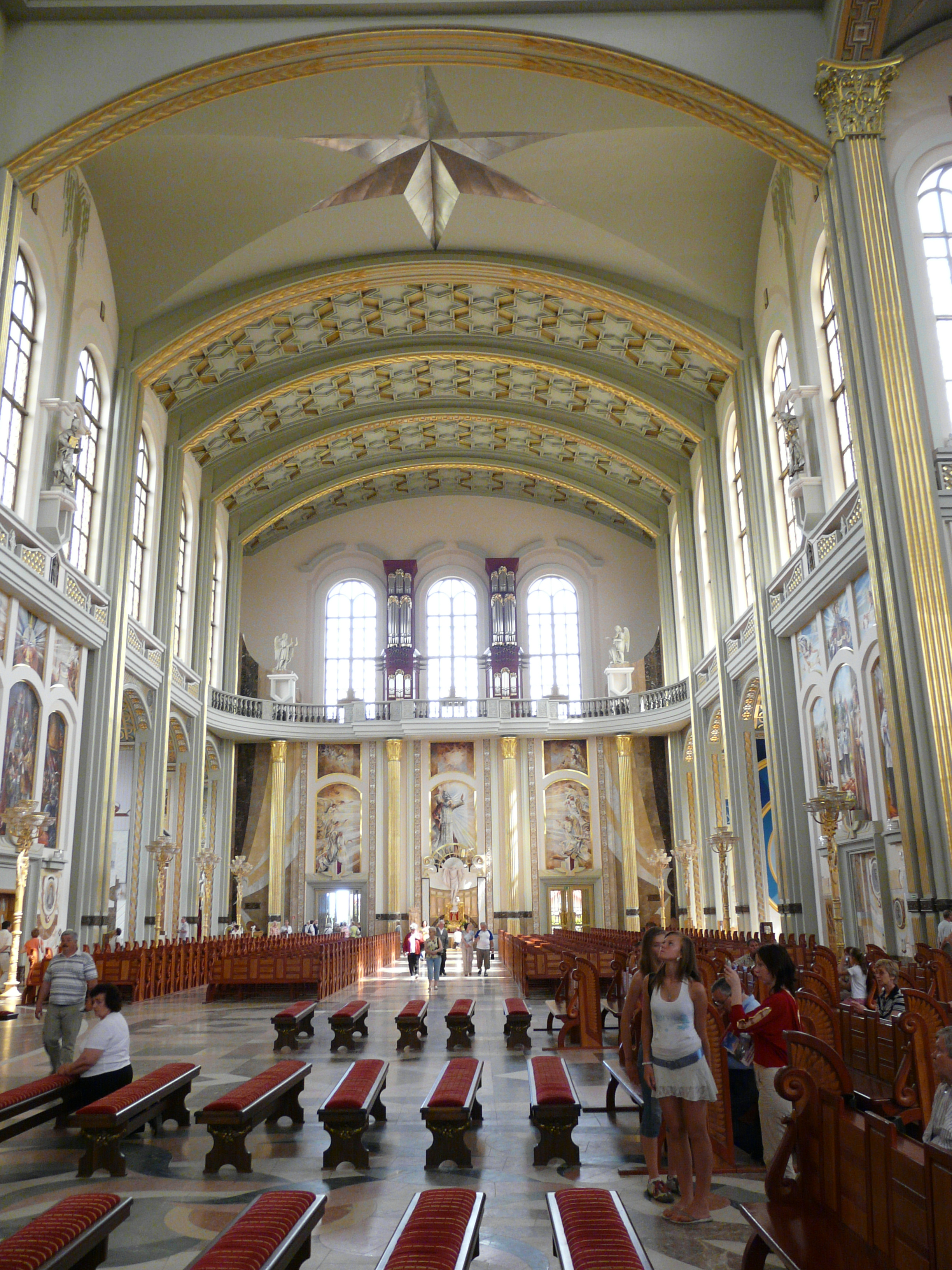
大教堂東側翼
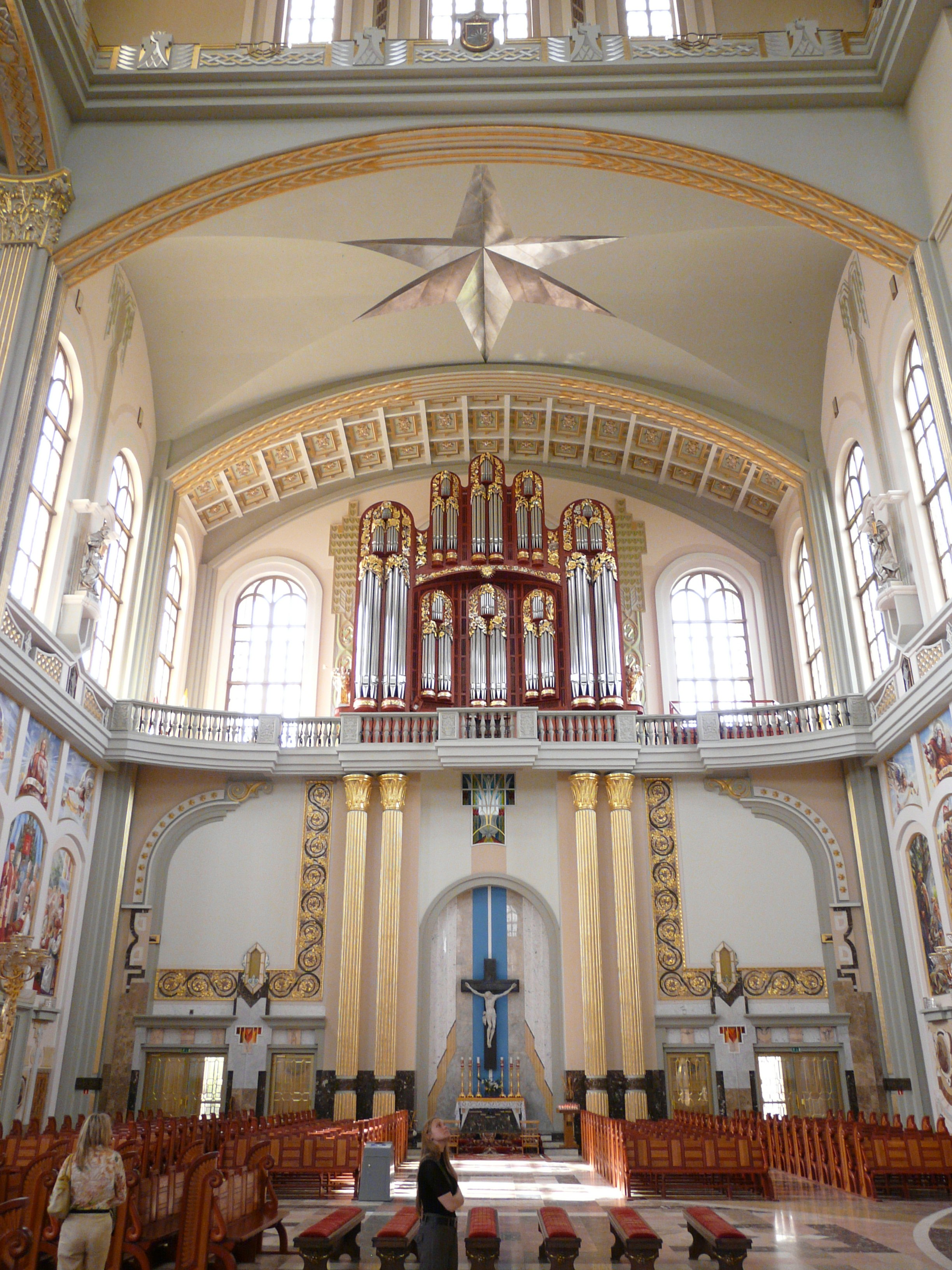
大教堂西側翼
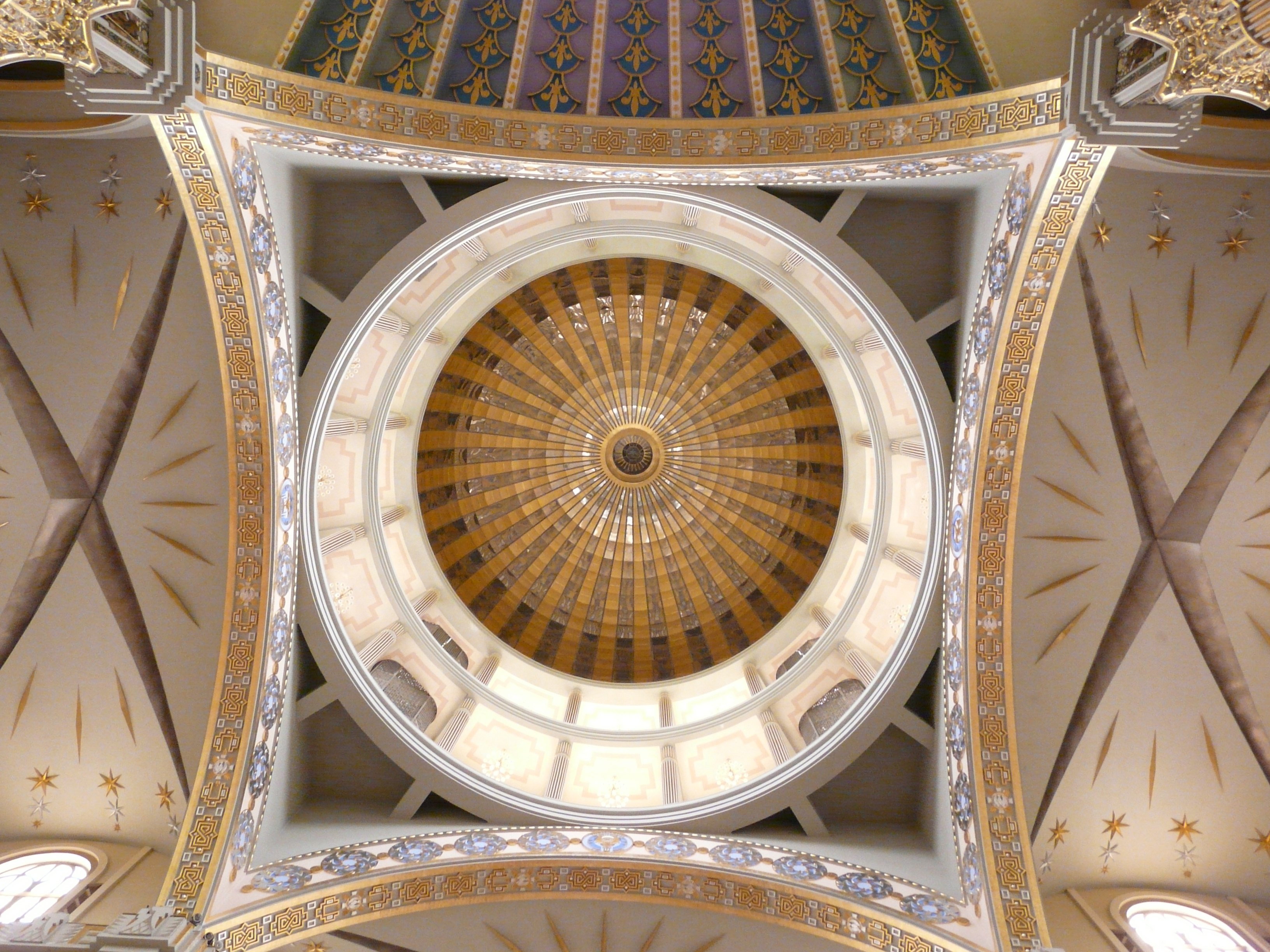
從大教堂內部看到的圓頂
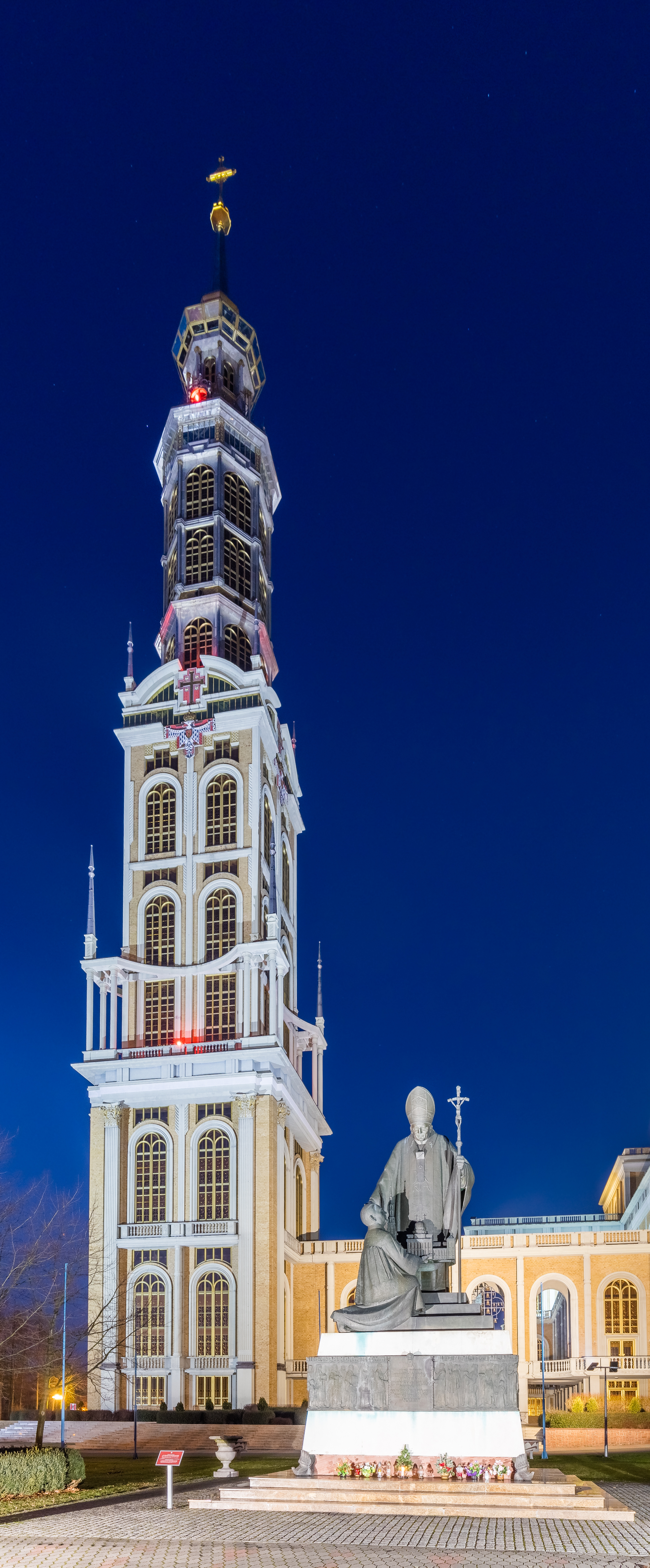
塔樓和兩個觀景平台